# Steve Englehart
Steve Englehart, noto anche con gli pseudonimi John Harkness e Cliff Garnett (Indianapolis, 22 aprile 1947), è un fumettista e scrittore statunitense.

## Biografia
Nato nel 1947, si appassiona ai fumetti negli anni '50 grazie ai lavori di Dick Sprang. Raggiunta l'età adulta frequenta la Wesleyan University di Middletown per poi servire nell'esercito.
Inizia la carriera artistica lavorando come assistente di Neal Adams su Vampirella n. 10 (marzo 1971) per la Warren Publishing, alternando tale ruolo al servizio militare finché, scopertosi obbiettore di coscienza nel 1970, decide di abbandonare le forze armate.
Intrapresa la strada della scrittura alla Marvel Comics grazie a Roy Thomas - il quale permise alla new age di autori dell'epoca, formata dallo stesso Englehart, Jim Starlin, Len Wein, Marv Wolfman e Gerry Conway, di avere maggiore libertà creativa - debutta sul suo primo fumetto di supereroi, Amazing Adventures featuring the Beast, per poi lavorare su personaggi come i Vendicatori (1972-1976), il Dottor Strange e Capitan America. Sulla testata di quest'ultimo, realizzò lo story-arc L'Impero segreto, basato sullo Scandalo Watergate, all'epoca appena verificatosi.
Imbattutosi insieme al collega Jim Starlin nella serie TV Kung Fu, i due decidono di creare un fumetto di arti marziali, dando vita al personaggio di Shang-Chi, poi abbandonato per le richieste della Marvel di dedicarvi due serie in contemporanea in seguito all'esplosione del cinema di arti marziali.
In seguito a problemi con l'editor Gerry Conway, nel 1976 Englehart si trasferisce alla DC Comics su richiesta di Jenette Kahn, dove lavorò sulla Justice League of America e su Detective Comics. Le sue storie sul personaggio di Batman disegnate da Walt Simonson e Marshall Rogers verranno utilizzate come base per la realizzazione del film Batman diretto da Tim Burton, del quale Englehart scrisse il trattamento nel 1986. La loro versione del personaggio viene inoltre etichettata come quella "definitiva".
Terminato il suo lavoro sulla testata di Batman decide di abbandonare momentaneamente i fumetti. Per un anno viaggia per l'Europa e scrive il romanzo The Point Man. Tornato in patria lavora come game designer per l'Atari.
Nel 1981 scrive, nuovamente in coppia con Marshall Rogers, la serie creator-owned Coyote per Eclipse Comics, poi pubblicata sotto l'etichetta Epic Comics della Marvel a partire dal 1983, anno in cui Englehart assunse come assistente Todd McFarlane, al suo primo impiego da professionista.
Negli anni '90 alterna la scrittura delle testate Green Lantern, Silver Surfer e Fantastic Four al suo lavoro di game design per Activision, Electronic Arts, Sega e Brøderbund. Nel 1992 crea l'universo supereroistico Ultraverse per Malibu Comics, del quale scrive la testata The Night Man. Lavora anche in ambito televisivo, sceneggiando le serie animate Street Fighter, G.I. Joe, e Team Atlantis.

## Vita privata
Englehart si è sposato con Marie-Therese Beach nel 1975. La coppia ha due, figli Alex e Eric, i quali idearono la storia che ispirò il libro per bambini Rustle's Christmas Adventure.

## Riconoscimenti
- 1977 - nomination come Favourite Comicbook Writer ("scrittore di fumetti preferito") agli Eagle Awards
- 1978 - premio Favourite Writer agli Eagle Awards
- 1978 - premio Roll of Honour agli Eagle Awards
- 1978 - nomination come Favourite Single Story ("Storia singola preferita") agli Eagle Awards per I am the Batman (Detective Comics n. 472), realizzata con Marshall Rogers
- 1978 - nomination come Favourite Continued Story agli Eagle Awards per i nn. 471 e 472 di Detective Comics, realizzati con Marshall Rogers
- 1979 - premio Inkpot Award
- 1979 - nomination come Best Comic Book Writer (US) (Miglior scrittore di fumetti statunitense) agli Eagle Awards
- 1979 - nomination come Best Continued Story agli Eagle Awards per i nn. 475 e 476 di Detective Comics, realizzati con Marshall Rogers